# Tunnel de Meridiana
Le tunnel de Meridiana est un tunnel ferroviaire urbain qui traverse la ville de Barcelone et qui fait partie de la ligne Barcelone - Manresa - Lérida - Almacelles. Le tracé du tunnel était à la surface jusqu'aux années 1960, puis la ligne a été enterrée avec la construction d'un tunnel libérant de l'espace en surface pour la création de l'avenue Méridienne.